# Васильев, Дмитрий Вячеславович
Дми́трий Вячесла́вович Васи́льев (2 мая 1985, Сочи) — российский футболист, нападающий.
Из футбольной семьи. В 1950—1955 за «Крылья Советов» играл его дед Василий, также нападающий. Отец выступал за команды второй лиги.
До 16 лет занимался в сочинской футбольной школе. Следующие два года провёл в юношеской команде хорватского «Хайдука» (Сплит), потом играл в молодёжной команде киевского «Арсенала» (Украина). В «Крылья Советов» перешёл в межсезонье-2006 из клуба «Шинник» (Ярославль). В феврале 2009 года был выставлен на трансфер. В итоге не был приобретён ни одним клубом, покинул «Крылья» и стал свободным агентом. 20 августа 2010 года подписал контракт с махачкалинским «Анжи»